# ハインリヒ・シフ
ハインリヒ・シフ（Heinrich Schiff, 1951年11月18日 - 2016年12月23日）は、オーストリアのチェリスト、指揮者。

## 経歴
グムンデン生まれ。6歳からピアノを、9歳からチェロを習い始め、トビアス・キューネに師事した。後にアンドレ・ナヴァラの指導も受けている。いくつかのコンクールでの入賞を基に音楽キャリアをスタートさせたが、1972年にオーストリアのグラーツで開かれた国際現代音楽協会（ISCM）演奏会で病気のムスティスラフ・ロストロポーヴィチの代役としてルトスワフスキのチェロ協奏曲を演奏し大絶賛を博し、これにより彼の名が世界に知れ渡るようになった。その後は世界各地の著名なオーケストラと共演を重ねた。2008年に脳卒中を発症して演奏活動を一時停止する。リハビリの末、2009年から演奏活動を再開するも、2012年にはチェロ演奏から引退した。
1990年から指揮活動にも旺盛に取り組むようになり、世界各地のオーケストラに招かれた。ブレーメン・ドイツ室内フィルハーモニー管弦楽団、ノーザン・シンフォニア、コペンハーゲン・フィルハーモニー管弦楽団、シュトゥットガルト放送交響楽団、ムジーク・コレギウム・ヴィンタートゥアーなどの首席指揮者、首席客演指揮者を歴任し、1990年からリンツ・ブルックナー管弦楽団首席客演指揮者を務めた。
ウィーンにて没。

## ディスコグラフィ
- ドヴォルザーク：チェロ協奏曲（アンドレ・プレヴィン指揮ウィーン・フィルハーモニー管弦楽団）
- ドヴォルザーク：チェロ協奏曲（サー・コリン・デイヴィス指揮アムステルダム・コンセルトヘボウ管弦楽団）
- ドヴォルザーク：チェロ協奏曲（セルジュ・チェリビダッケ指揮ミュンヘン・フィルハーモニー管弦楽団）
- シューマン：チェロ協奏曲（ベルナルト・ハイティンク指揮ベルリン・フィルハーモニー管弦楽団）
- ショスタコーヴィチ：チェロ協奏曲第1番（マクシム・ショスタコーヴィチ指揮バイエルン放送交響楽団）
- ショスタコーヴィチ：チェロ協奏曲第2番（マクシム・ショスタコーヴィチ指揮バイエルン放送交響楽団）
- プロコフィエフ：チェロと管弦楽のための交響的協奏曲（アンドレ・プレヴィン指揮ロサンジェルス・フィルハーモニック）
- エルガー：チェロ協奏曲（サー・ネヴィル・マリナー指揮シュターツカペレ・ドレスデン）
- ヴュータン：チェロ協奏曲第1番（サー・ネヴィル・マリナー指揮シュトゥットガルト放送交響楽団）
- ヴュータン：チェロ協奏曲第2番（サー・ネヴィル・マリナー指揮シュトゥットガルト放送交響楽団）
- ハイドン:チェロ協奏曲第1番（サー・ネヴィル・マリナー指揮アカデミー・オブ・セント・マーティン・イン・ザ・フィールズ）
- ハイドン：チェロ協奏曲第2番（サー・ネヴィル・マリナー指揮アカデミー・オブ・セント・マーティン・イン・ザ・フィールズ）
- ブラームス：ヴァイオリンとチェロのための二重協奏曲（フランク・ペーター・ツィンマーマン：ヴァイオリン、ヴォルフガング・サヴァリッシュ指揮ロンドン・フィルハーモニー管弦楽団）
- ベートーヴェン：ピアノとヴァイオリンとチェロのための三重協奏曲（ウルフ・ヘルシャー：ヴァイオリン、クリスティアン・ツァハリアス：ピアノ、クルト・マズア指揮ライプツィヒ・ゲヴァントハウス管弦楽団）
- サン＝サーンス：チェロ協奏曲第1番（サー・チャールズ・マッケラス指揮ニュー・フィルハーモニア管弦楽団）
- ブラームス：チェロソナタ集（ゲルハルト・オピッツ：ピアノ）
- ベートーヴェン：チェロソナタ集（ティル・フェルナー：ピアノ）
- ヴァイオリンとチェロのための作品集（フランク・ペーター・ツィンマーマン：ヴァイオリン）